# Sarmale
La sarma e le sarmale sono specialità gastronomiche dell'area balcanica.

## Caratteristiche
Nel caso delle sarma, sarmală e  сарми in Bulgaria, si tratta d'involtini di foglie di cavolo o foglie di vite in salamoia oppure foglie di vite scottate in acqua salata, che racchiudono un misto di carne macinata, riso e cipolla leggermente soffritta. Il tutto viene cotto in pentola con acqua, un po' d'olio e un pizzico di sale (in alcune regioni viene aggiunta della pancetta affumicata nella pentola). Generalmente si servono accompagnate dalla panna acida. Vengono chiamate anche in altri modi, ma le parole sono usate come dei sinonimi intercambiabili in Romania. La ricetta deriva dalla sarma della cucina turca: foglie di vite (riconducibili ai dolma) o di cavolo (bianco o nero) arrotolate e ripiene di riso.

## Varianti locali e utilizzo

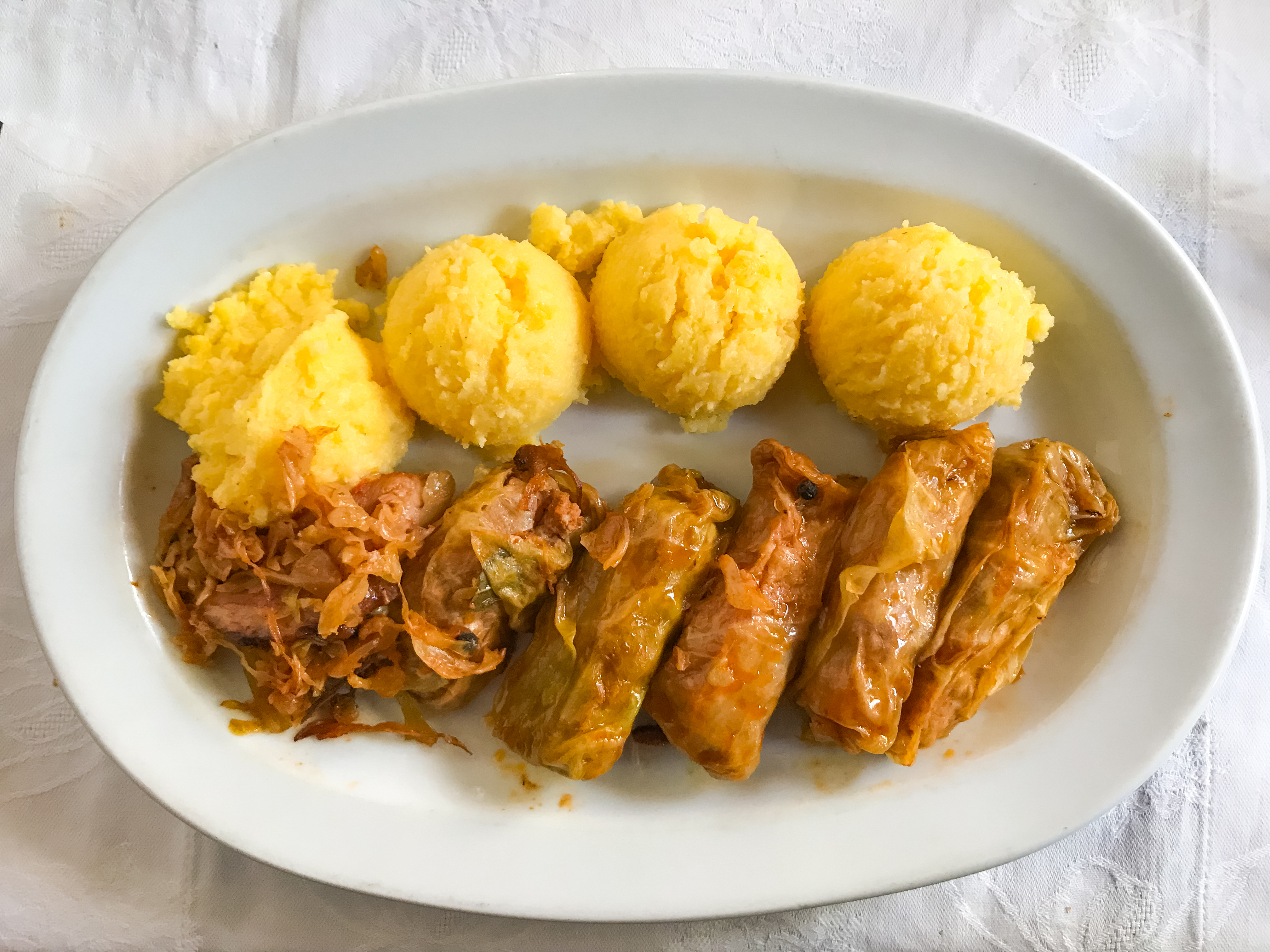
Sarmale romene impiattate con polenta

La misura degli involtini può variare di parecchio a seconda della zona: mentre in Serbia e nella Romania occidentale sono grandi, nella zona orientale, nella Moldavia rumena e nella Repubblica Moldova si fanno invece molto piccole, della grandezza di una noce. Non esiste festa o ricorrenza dove non siano servite: dai matrimoni, ai battesimi, alle festività religiose e civili; persino ai funerali così come dopo i canonici 40 giorni dal decesso, come da tradizione nella Chiesa ortodossa. Va ricordato che, durante la quaresima ortodossa, la quale è molto rigida (non permettendo categoricamente il consumo di carne), vengono preparati con un ripieno di riso con verdure.
Nella cucina serba, con sarma s'indica un involtino di foglie di verze lessate, con un ripieno di carne macinata e riso, più altre spezie. Il piatto esiste anche nella cucina bulgara e si chiama sarmì. Nella cucina romena esiste anche una variante nella quale vengono utilizzate le foglie di fico.